# 普林斯堡 (明尼蘇達州)
普林斯堡（英語：Prinsburg，/ˈprɪnzbərɡ/ PRINZ-bərg）是一個位於美國明尼蘇達州坎迪約希縣的城市。

## 人口
根據2020年美國人口普查的數據，普林斯堡的面積為2.62平方千米，皆為陸地。當地共有人口520人，而人口密度為每平方千米198人。